# Tatiana Jusino
Tatiana Jusino (ur. 27 lipca 1990) – portorykańska siatkarka, grająca jako przyjmująca. Obecnie występuje w drużynie Lancheras de Cataño.